# Eleanor Coade
Eleanor Coade, född 1733, död 1821, var en engelsk affärsidkare.
Hon var dotter till ullhandlaren George Coade och Eleanor Enchmarch, och flyttade med sin familj från Exeter till London 1760, där hon drev en linnebutik. Hon gifte sig aldrig, vilket innebar att hon enligt engelsk lag var myndig. År 1769 avled hennes var, och samma år köpte Eleanor Coade en fabrik som tillverkade konstgjord sten, som hon gav namnet Coade's Artificial Stone Manufactory. Hon uppfann inte konstgjord sten, som ibland har påståtts, men lär han vidareutvecklat den. Hon använde sin fabrik för att tillverka statyer i nyklassicistisk stil, som hon 1773-80 ställde ut på Society of Artists. Under denna tid, när nyklassicismen blev alltmer modern, gjorde hennes statyer succé, och hon kom att bli en mycket framgångsrik fabrikör. Hon utnämndes till kunglig hovleverantör av George III. 